# Kupa na Bălgarija 1995-1996
La Coppa di Bulgaria 1995-1996 è stata la 14ª edizione di questo trofeo, e la 56ª in generale di una coppa nazionale bulgara di calcio, terminata il 1 maggio 1996.  Il Slavia Sofia ha vinto il trofeo per la settima volta.

## Terzo turno
| Squadra 1            | Risultato       | Squadra 2             |
| -------------------- | --------------- | --------------------- |
| 25 ottobre 1995      |                 |                       |
| Septemvri Sofia      | 3 – 2           | Lokomotiv GO          |
| Černo More Varna     | 2 – 1           | Minjor Pernik         |
| Akademik Sofia       | 2 – 0           | Pirin Blagoevgrad     |
| Hebăr Pazardžik      | 0 – 2           | Jantra Gabrovo        |
| Atletik Velingrad    | 2 – 0           | Khan Asparukh Isperih |
| Olympic Tvarditsa    | 1 – 2           | Storgoziya Pleven     |
| Chirpan              | 3 – 1           | Belasica Petrič       |
| Port Varna           | 0 – 0 (3-4 dtr) | Lokomotiv Ruse        |
| Vihren Sandanski     | 2 – 1           | Arda Kărdžali         |
| Spartak Pleven       | 2 – 1           | Dunav Ruse            |
| Benkovski Byala      | 1 – 1 (6-5 dtr) | Čavdar Byala          |
| Askent Gurkovo       | 3 – 2           | Beroe                 |
| FK Černomorec Burgas | 1 – 4 (dts)     | Marica Plovdiv        |
| Gigant Saedinenie    | 2 – 1           | Olympic Galata        |
| Metalurg Pernik      | 4 – 1 (dts)     | CASS Sofia            |
| Ludogorec            | 2 – 1           | Haskovo               |

## Sedicesimi di finale
| Squadra 1         | Risultato | Squadra 2         |
| ----------------- | --------- | ----------------- |
| 7 novembre 1995   |           |                   |
| Spartak Pleven    | 2 – 5     | Slavia Sofia      |
| 8 novembre 1995   |           |                   |
| Askent Gurkovo    | 1 – 6     | CSKA Sofia        |
| Atletik Velingrad | 7 – 1     | Rakovski Ruse     |
| Šumen             | 1 – 0     | Akademik Sofia    |
| Ludogorec         | 0 – 1     | Spartak Plovdiv   |
| Gigant Saedinenie | 0 – 4     | Lokomotiv Plovdiv |
| Benkovski Byala   | 0 – 7     | Lokomotiv Sofia   |
| Storgoziya Pleven | 1 – 2     | Velbažd           |
| Vihren Sandanski  | 0 – 1     | Neftohimik Burgas |
| Chirpan           | 2 – 0     | Dobrudža          |
| Marica Plovdiv    | 3 – 2     | Montana           |
| Spartak Varna     | 6 – 1     | Jantra Gabrovo    |
| Levski Sofia      | 2 – 0     | Černo More Varna  |
| Septemvri Sofia   | 3 – 1     | Liteks Loveč      |
| FK Etăr           | 4 – 1     | Lokomotiv Ruse    |
| Metalurg Pernik   | 1 – 0     | Botev Plovdiv     |

## Ottavi di finale
| Squadra 1                    | Totale          | Squadra 2         | Andata | Ritorno     |
| ---------------------------- | --------------- | ----------------- | ------ | ----------- |
| 29 novembre/9 dicembre 1995  |                 |                   |        |             |
| CSKA Sofia                   | 6 – 0           | FK Etăr           | 3 - 0  | 3 - 0       |
| Slavia Sofia                 | 4 – 0           | Šumen             | 4 - 0  | 0 - 0       |
| Lokomotiv Sofia              | 5 – 3           | Velbažd           | 5 - 1  | 0 - 2       |
| Spartak Varna                | 3 – 6           | Levski Sofia      | 2 - 2  | 1 - 4       |
| 29 novembre/16 dicembre 1995 |                 |                   |        |             |
| Spartak Plovdiv              | 5 – 1           | Septemvri Sofia   | 3 - 0  | 2 - 1       |
| Atletik Velingrad            | 1 – 4           | Neftohimik Burgas | 1 - 1  | 0 - 3       |
| Marica Plovdiv               | 3 – 3 (6-7 dtr) | Lokomotiv Plovdiv | 2 - 1  | 1 - 2 (dts) |
| Metalurg Pernik              | 3 – 3 (gfc)     | Chirpan           | 2 - 0  | 1 - 3       |

## Quarti di finale
| Squadra 1       | Totale | Squadra 2         | Andata | Ritorno |
| --------------- | ------ | ----------------- | ------ | ------- |
| 5/20 marzo 1996 |        |                   |        |         |
| Levski Sofia    | 7 – 2  | Lokomotiv Sofia   | 2 - 0  | 5 - 2   |
| 6/20 marzo 1996 |        |                   |        |         |
| CSKA Sofia      | 5 – 2  | Neftohimik Burgas | 3 - 0  | 2 - 2   |
| Slavia Sofia    | 4 – 1  | Metalurg Pernik   | 4 - 1  | 0 - 0   |
| Spartak Plovdiv | 1 – 2  | Lokomotiv Plovdiv | 0 - 1  | 1 - 1   |

## Semifinali
| Squadra 1         | Totale | Squadra 2    | Andata | Ritorno |
| ----------------- | ------ | ------------ | ------ | ------- |
| 3/17 aprile 1996  |        |              |        |         |
| Levski Sofia      | 5 - 2  | CSKA Sofia   | 1 - 0  | 4 - 2   |
| Lokomotiv Plovdiv | 1 - 4  | Slavia Sofia | 0 - 2  | 1 - 2   |

## Finale
| Arbitro: | Mitko Mitrev |

|           |           |  |
| Kirov 35’ | Marcatori |  |